# Cerdocyon
Genre
Statut CITES
Cerdocyon est un genre de canidés, comptant deux espèces, dont une seule vivante, le Renard des savanes (Cerdocyon thous) qui vit en Amérique du Sud (Argentine, Venezuela, Paraguay, Uruguay, Brésil, Colombie).

## Liste des espèces
- † Cerdocyon avius
- Cerdocyon thous — Renard des savanes

## Taxonomie
Le nom valide complet (avec auteur) de ce taxon est Cerdocyon C.E.H.Smith, 1839.
Ce taxon porte en français les noms vernaculaires ou normalisés suivants : Renard crabier, Renard des savanes.
Cerdocyon a pour synonymes :
- Carcinocyon Allen, 1905
- Thous Gray, 1869